# Foxterrier
Unter Foxterrier führt die FCI zwei anerkannte britische Hunderassen (FCI-Gruppe 3, Sektion 1, Standard Nr. 12 und 169).

## Herkunft und Geschichtliches
Der Foxterrier entstand vermutlich im 19. Jahrhundert, die beteiligten Ausgangsrassen sind in der Literatur umstritten. Der Kennel Club registriert den Fox Terrier (so die englische Bezeichnung) seit 1876. Heute werden sowohl beim Kennel Club als auch bei der FCI die Foxterrier in zwei Rassen unterschieden: Glatthaar-Foxterrier und Drahthaar-Foxterrier.
Hunde, die als Vorläufer der Rassen angesehen werden, kamen mit den Anfängen der Fuchsjagd in England auf und wurden als Laufhunde in den Meuten sowie für die Baujagd eingesetzt. Sie wurden im 14. und 15. Jahrhundert auf Jagdbildern dargestellt. Der Foxterrier wurde erstmals 1862 in Birmingham ausgestellt. Sein Zuchtstandard wurde 1876 festgesetzt. In den 1880er Jahren wurde er in Deutschland eingeführt und vom Prinzen Albrecht zu Solms-Braunfels weiter gezüchtet.
Der Ursprung des Drahthaar-Foxterriers und des Glatthaar-Foxterriers ist der gleiche, doch ist die drahthaarige Rasse wahrscheinlich auf eine Kreuzung zwischen Glatthaarfox und dem drahthaarigen englischen Terrier zurückzuführen, der Glatthaarfox ist also die ältere Rasse. 1913 nach der Gründung der Wire Fox Terrier Association und der Verbreitung des Trimmens kam es zu einem starken Aufschwung in der Zucht der Drahthaar-Foxterrier.

## Beschreibung
Beide Rassen unterscheiden sich nur wenig: Knochenbau und Farben sind gleich. Der Foxterrier wird bis zu 39 cm groß und ungefähr 8 kg schwer. Sein Fell ist weiß mit schwarzen Abzeichen oder schwarz und lohfarbenen.
Die Ohren sind klein, V-förmig, abgeknickt, mit einer ordentlichen Falte nach vorne dicht an die Wangen fallend.
Das Fell des Glatthaar ist glatt, eng anliegend und weich, das des Drahthaar dicht und sehr drahtig.
Der Drahthaar-Foxterrier muss regelmäßig getrimmt (nicht geschoren) werden, da sonst das dichte Unterfell das Nachwachsen des Deckhaares verhindert, was zu einem Pigmentverlust des Deckhaares führt. Dies ist an der rötlichen Färbung zu erkennen.

## Verwendung
Beide Hunderassen eignen sich hervorragend für die Jagd, besonders die Fuchs- (engl. fox) und Dachs- bis hin zur Wildschweinjagd. Sie sind sehr gute Begleithunde, aber wegen ihrer Lebhaftigkeit und ihres „eigenen Kopfes“ brauchen sie eine konsequente Erziehung und viel Bewegungsmöglichkeit.

## Zucht
Bei der Zucht der Foxterrier werden zwei Rassen gezüchtet, der Drahthaar- und Glatthaar-Foxterrier. In den USA werden beide Rassen auch als Toyrassen (also mit kleiner Schulterhöhe) gezüchtet, was jedoch in Europa nicht erwünscht ist.

## Besondere Krankheiten
Foxterrier haben eine Prädisposition für die Ataxie und Myelopathie der Terrier sowie für angeborene Harnleiterektopie.

## Trivia
Struppi aus dem Comicstrip Tim und Struppi ist ein weißer Drahthaar-Foxterrier.
Mr. Asta aus der Filmreihe Der dünne Mann war ebenfalls ein weißer Drahthaar-Foxterrier.